# Huàcies
Huàcia (Huaceae) és una família de plantes amb flor.
En el sistema de classificació filogenètica APG II està ubicada dins el clade eurosids I sense assignar a cap ordre en concret. En el sistema Cronquist la família de les Huàcies és dins l'ordre Violales. La família conté dos genères: Afrostyrax i Hua i tres espècies en total.
La distribució de la família és a la regió Paleotropical (Àfrica tropical). Són arbusts lianes o herbes de fulles alternades i d'olor d'all. Flors hermafrodites de forma regular. Fruit no sec, no pas carnós en forma de càpsula i grans llavors que també fan olor d'all.